# Awka Liwen
Awka Liwen (en mapudungun Alba rebel) és un film documental amb guió i llibre cinematogràfic d'Osvaldo Bayer, Mariano Aiello i Kristina Hille, dirigit pels dos últims, que es va estrenar el 9 de setembre de 2010.

## Sinopsi
El tema de pel·lícula és l'evolució de la tinença i propietat de la terra a l'Argentina així com dels reclams referent a la comunitat dels maputxes. Awka Liwen ha estat rodat en locacions de Chubut, Salta, província i ciutat de Buenos Aires, Río Negro i Alemanya.

## Reconeixements
El documental ha estat declarat de "Interès Nacional" per la Presidència argentina; de "Interés Cultural de la Nación"; d'"Interès Social" nacional; d'Interès pel Ministerio de Ciencia, Tecnología e Innovación Productiva, de "Interès Educatiu i Cultural" de la província de Buenos Aires, "Auspiciat Institucionalment" per l'Instituto Nacional de Asuntos Indígenas, recolzat pel Fondo Nacional de las Artes, el Govern de la Província del Chubut, declarat d'"Interès Municipal" per Rosario, "Declarat d'Interès de l'Honorable Cambra de Diputats de la Nació" i Declarat d'”Interès Cultural” a la Comuna Rural de Cushamen.
La preestrena de l'obra es va realitzar al novembre de 2009 a la Biblioteca nacional de Buenos Aires. L'estrena de la pel·lícula es va realitzar en el tradicional cine Gaumont de la ciutat de Buenos Aires, al qual van acudir aproximadament 3.000 persones, també va obtenir crítiques positives en mitjans argentins i de l'exterior. El documental va guanyar el 1r premi en el 1r Festival Internacional de Cinema Polític (FICIP), el 1r premi en el Festival de Cinema i Vídeo Científic del Mercosur -CINECIEN-, el 1r Premi en la Categoria Documental Internacional al 6è Festival de Vídeo d'Imperia (Itàlia) patrocinat per la Unesco, i fou seleccionat oficialment a molts altres festivals de cinema.

## Crítica
Oscar Ranzani al periòdic Pàgina 12 el va considerar :
| « | …un notable documental... | » |

Pedro Perucca al mitjà Marcha relata:
| « | Des de la seva estrena, Awka Liwen (rebelde amanecer, en llengua maputxe) va anar collint diversos guardons nacionals i internacionals fins a ser declarat de “Interès nacional” per la Presidència, afavorit institucionalment per l'Institut Nacional de Pobles Indígenes i incorporat com a material d'estudi a diversos programes educatius del país. La pel·lícula, dirigida per Mariano Aiello i Kristina Hille i amb guió de tots dos més el mateix Bayer, és el producte d'una recerca de més de 3 anys sobre un dels tants cadàvers en el rober de la argentinidad: el genocidi sofert pels pobles originaris i els més de cent anys de crims, opressió i racisme en contra seva. | » |

Diego Maté al web cinemarama va comentar sobre el film:
| « | …no diu res nou…Excepte per unes poques dades i imatges d'arxiu poques vegades exhibits, la qual cosa fa constantment...és repetir fins al cansament fets ja coneguts per tots…. la falta de cura posada en la imatge…el guió es refereix a períodes extensíssims de temps sense fer diferències o, cosa encara més greu, es confonen moments històrics que no tenen absolutament res en comú, com ocorre amb el paral·lelisme forçadíssim que es traça entre l'extermini portat endavant per la Conquesta del Desert i el terrorisme d'estat del Procés. També es prenen com a evidències històriques fets que es narren a Martín Fierro,.. una construcció romàntica i edulcorada que prefereix la poesia per sobre la Història. En un moment fins es parla del conflicte entre el camp i el govern…però això no guarda cap relació amb el tema dels pobles originaris!...la majoria de les vegades, la denúncia de Bayer no passa de ser una mera queixa xacrosa, sense idees, que aspira a erigir-se en veritat moral solament amb a la serietat en el gest i les paraules…pel·lícula pobra, desprolixa i amb poques idees. | » |